# 타카기 와타루
타카기 와타루(일본어: 高木 渉, 1966년 7월 25일 ~ )는 일본의 아트비전 소속의 남자 성우 및 무대 배우이다.

## 출연작품
※ 굵은 글씨는 주역 또는 메인 캐릭터.

### TV 애니메이션
- 미소녀전사 세일러문 R (주홍의 루베우스)
- 명탐정 코난 (코지마 겐타, 타카기 와타루)
- 기동신세기 건담 X (가로드・란)
- 루니툰 (대피 덕)
- 진 여신전생 데빌칠드런 (아바돈)
- 몬스터 팜 (스에조)
- 조이드 신세기 슬래시 제로 (해리 챔프)
- 우주에서 온 모자코 (피테칸)
- 덕 다저스 (덕 다저스)
- 무적용사 사자왕 (키류)
- 학교괴담 (목 없는 사나이)
- 아미테이지3 (로웰 간츠)
- GTO (오니즈카 에이키치)
- 더 파이팅 (아오키 마사루)
- 사차원탐정 똘비 (니오쟈)
- 콤콤보이 와프로만 (타나카)
- 우주여행사 야트 (다니엘)
- 토리코 (존게)
- 원피스 (베라미, 반더 덱켄 9세)
- Yes! 프리큐어5 (분비)
- Yes! 프리큐어5 GoGo! (분비)
- 나루토 질풍전 (토비, 우치하 오비토)
- 나루토SD 록리의 청춘 풀파워 닌자전 (토비)
- 디지몬 유니버스 애플리 몬스터즈 (신카이 덴에몬)
- 헌터x헌터 (낙클 바인)

### OVA
- 최유기 (현장삼장)

### 극장판 애니메이션
- 극장판 명탐정 코난 시리즈
  - 명탐정 코난 극장판 1기 - 시한장치의 마천루（코지마 겐타）
  - 명탐정 코난 극장판 2기 - 14번째 표적（코지마 겐타）
  - 명탐정 코난 극장판 3기 - 세기말의 마술사（코지마 겐타 , 타카기 와타루）
  - 명탐정 코난 극장판 4기 - 눈동자 속의 암살자（코지마 겐타 , 타카기 와타루）
  - 명탐정 코난 극장판 5기 - 천국으로의 카운트다운（코지마 겐타 , 타카기 와타루）
  - 명탐정 코난 극장판 6기 - 베이커가의 망령（코지마 겐타 , 타카기 와타루）
  - 명탐정 코난 극장판 7기 - 미궁의 십자로（코지마 겐타 , 타카기 와타루）
  - 명탐정 코난 극장판 8기 - 은빛 날개의 마술사（코지마 겐타 , 타카기 와타루）
  - 명탐정 코난 극장판 9기 - 수평선상의 음모（코지마 겐타 , 타카기 와타루）
  - 명탐정 코난 극장판 10기 - 탐정들의 진혼가（코지마 겐타 , 타카기 와타루）
  - 명탐정 코난 극장판 11기 - 감벽의 관（코지마 겐타 , 타카기 와타루）
  - 명탐정 코난 극장판 12기 - 전율의 악보（코지마 겐타 , 타카기 와타루）
  - 명탐정 코난 극장판 13기 - 칠흑의 추적자（코지마 겐타 , 타카기 와타루）
  - 명탐정 코난 극장판 14기 - 천공의 난파선（코지마 겐타 , 타카기 와타루）
  - 명탐정 코난 에피소드 “원” 작아진 명탐정（코지마 겐타 , 타카기 와타루）
  - 명탐정 코난: 진홍의 연가（코지마 겐타 , 타카기 와타루）
  - 명탐정 코난: 비색의 부재증명（코지마 겐타 , 타카기 와타루）
  - 명탐정 코난: 100만 달러의 오릉성（코지마 겐타）
  - 명탐정 코난: 할로윈의 신부（코지마 겐타）
- 코드 기아스 부활의 를르슈 (비틀)
- 바요네타 : 블러디 페이트 (엔조)
- 쿵푸팬더 시리즈 (쟁)
- 감바의 대모험 (만푸쿠)
- 낮잠공주: 모르는 나의 이야기
- 벰 : 비컴 휴먼 (드라코)
- 배트맨 닌자 대 야쿠자 리그 (조커)

### 게임
- 슈퍼 로봇 대전 시리즈
  - 슈퍼 로봇 대전α외전（가로드・란）
- 스트리트 파이터 제로 시리즈 (버디,아돈,소돔)
- 철권 2 (레이 우롱)
- 죠죠의 기묘한 모험 All Star Battle (니지무라 오쿠야스)
- 록맨X (인피니티 미니지온, 커맨더 얀마크, 플레임 하이에나드, 토네이도 데보니언)

### 연기
드라마
- 사나다마루 (오야마다 시게마사)

### 외화
- 나 홀로 집에 (버즈 맥칼리스터 데빈 라트레이)